# Tomi Shimomura
Pour les articles homonymes, voir Shimomura.
Tomi Shimomura (下村 東美, Shimomura Tomi) est un footballeur japonais né le 18 décembre 1980. Il est milieu de terrain.